# 郭富城夢幻舞林演唱會2024
郭富城夢幻舞林演唱會2024（英語：Aaron Kwok Amazing Dream Live on Stage in Macau 2024）是香港歌手郭富城的個人演唱會，由新濠風尚主辦，演唱會於2024年3月9日至4月7日期間逢星期六、日在澳門新濠影滙綜藝館舉行，合共演出8場。

## 背景
《郭富城夢幻舞林演唱會2024》是「新濠巨星系列演唱會」第二部分之一，2021年6月8日，新濠博亞娛樂宣佈推出亞洲首個巨星專屬演出系列，分別與香港歌手容祖兒、黎明及郭富城合作，於2023年舉行第一季的演唱會，當中包括《Eternity 容祖兒演唱會》、《黎明STAGE ON 8演唱會》、《郭富城夢幻舞林演唱會2023》，其後於2024年舉行第二季演唱會，是《郭富城夢幻舞林演唱會2023》的第二部分。

## 製作
《郭富城夢幻舞林演唱會2024》再以「夢幻」為主題，利用電腦特技呈現在虛幻與真實之間的視覺效果，包括塑造如同電影入面的虛擬畫面、動畫和角色。郭富城分別以9個不同造型演出，當中包括貼身衣服。主題大致和《郭富城夢幻舞林演唱會2023》一樣。
| 門票區域             | 票價    | 備註                     |
| -------------------- | ------- | ------------------------ |
| 24位貴賓包廂派對套票 | 70,000  | 票價已包括餐飲           |
| 12位貴賓包廂派對套票 | 45,000  | 票價已包括餐飲           |
| VVIP                 | 6,000元 |                          |
| VIP                  | 5,000元 |                          |
| A                    | 2,800元 |                          |
| B                    | 1,888元 |                          |
| C                    | 1,388元 |                          |
| D                    | 988元   |                          |
| E                    | 688元   | 位於舞台側面的視線受阻區 |
| F                    | 588元   | 位於舞台側面的視線受阻區 |

## 場次
| 場次             | 日期             | 國家／地區       | 城市             | 場館             | 附註                             |
| 第一階段（10場） | 第一階段（10場） | 第一階段（10場） | 第一階段（10場） | 第一階段（10場） | 第一階段（10場）                 |
| ---------------- | ---------------- | ---------------- | ---------------- | ---------------- | -------------------------------- |
| 1                | 2023年7月1日     | 澳門             | 澳門             | 新濠影滙綜藝館   |                                  |
| 2                | 2023年7月2日     | 澳門             | 澳門             | 新濠影滙綜藝館   |                                  |
| 3                | 2023年7月8日     | 澳門             | 澳門             | 新濠影滙綜藝館   |                                  |
| 4                | 2023年7月9日     | 澳門             | 澳門             | 新濠影滙綜藝館   |                                  |
| 5                | 2023年7月15日    | 澳門             | 澳門             | 新濠影滙綜藝館   |                                  |
| 6                | 2023年7月16日    | 澳門             | 澳門             | 新濠影滙綜藝館   |                                  |
| 7                | 2023年7月22日    | 澳門             | 澳門             | 新濠影滙綜藝館   |                                  |
| 8                | 2023年7月23日    | 澳門             | 澳門             | 新濠影滙綜藝館   |                                  |
| 9                | 2023年7月29日    | 澳門             | 澳門             | 新濠影滙綜藝館   |                                  |
| 10               | 2023年7月30日    | 澳門             | 澳門             | 新濠影滙綜藝館   |                                  |
| 第二階段（8場）  |                  |                  |                  |                  |                                  |
| 11               | 2024年3月9日     | 澳門             | 澳門             | 新濠影滙綜藝館   |                                  |
| 12               | 2024年3月10日    | 澳門             | 澳門             | 新濠影滙綜藝館   |                                  |
| 13               | 2024年3月16日    | 澳門             | 澳門             | 新濠影滙綜藝館   |                                  |
| 14               | 2024年3月17日    | 澳門             | 澳門             | 新濠影滙綜藝館   |                                  |
| 15               | 2024年3月31日    | 澳門             | 澳門             | 新濠影滙綜藝館   |                                  |
| 16               | 2024年4月1日     | 澳門             | 澳門             | 新濠影滙綜藝館   |                                  |
| 17               | 2024年4月6日     | 澳門             | 澳門             | 新濠影滙綜藝館   |                                  |
| 18               | 2024年4月7日     | 澳門             | 澳門             | 新濠影滙綜藝館   |                                  |
| 第三階段（7場）  |                  |                  |                  |                  |                                  |
| 19               | 2025年7月12日    | 澳門             | 澳門             | 新濠影滙綜藝館   |                                  |
| 20               | 2025年7月13日    | 澳門             | 澳門             | 新濠影滙綜藝館   |                                  |
| 21               | 2025年7月19日    | 澳門             | 澳門             | 新濠影滙綜藝館   |                                  |
| 22               | 2025年7月25日    | 澳門             | 澳門             | 新濠影滙綜藝館   |                                  |
| 23               | 2025年7月26日    | 澳門             | 澳門             | 新濠影滙綜藝館   |                                  |
| 24               | 2025年7月27日    | 澳門             | 澳門             | 新濠影滙綜藝館   |                                  |
| 25               | 2025年7月28日    | 澳門             | 澳門             | 新濠影滙綜藝館   | 原定7月20日，因颱風延期至7月28日 |

## 演出內容
郭富城演唱的歌曲包括粵語歌和國語歌，當中以歌曲〈鐵幕誘惑〉作為序幕。以下是演唱會的歌曲編排：

| Part 1 - 夢幻新篇 - 鐵幕誘惑 - 我是不是該安靜的走開 - 永遠愛不完 Part 2 - 花樣遊園 - Para Para Sakura (國) - I Love You So 太愛妳 - 有效日期 - 強 - 絕對美麗 Part 3 - 失憶迷城 - 失憶(諒解)備忘錄 - 當我知道你們相愛 - 飛 - 兩個人的煙火 | Part 4 - 狂野心曲 - 狂野之城 - 唱這歌 - 不老的情歌 - 對你愛不完 - 誰能代替你 - 愛的呼喚 Part 5 - 迷動之間 - 動起來 - 着迷 |